# Bras-Panon
Bras-Panon es una comuna francesa situada en el departamento de Reunión, de la región de Reunión. 
El gentilicio francés de sus habitantes es Pannonais y Pannonaises.

## Situación
La comuna está situada en el noreste de la isla de Reunión.

## Toponimia
Recibe su nombre por un lado, del afluente que pasa por la comuna (Grand Bras); y por otro lado a que las tierras que lo conforman pertenecían a la familia Panon-Desbassyns.

## Demografía
| Gráfica de evolución demográfica de Bras-Panon entre 1961 y 2013 |
|                                                                  |

Fuente: Insee

## Comunas limítrofes
| Noroeste: Salazie               | Norte: Saint-André | Noreste: Océano Índico |
| Oeste: Salazie                  |                    | Este: Océano Índico    |
| Suroeste Salazie y Saint-Benoît | Sur: Saint-Benoît  | Sureste: Saint-Benoît  |